# Luis Carlos Ruiz
Luis Carlos Ruiz Morales (Santa Marta, 8 gennaio 1987) è un ex calciatore colombiano, di ruolo attaccante.

## Carriera
Ha giocato nella massima serie dei campionati colombiano, cinese e brasiliano.